# Miss Polski 2010
Miss Polski 2010 – dwudziesta pierwsza gala konkursu Miss Polski, która odbyła się 29 sierpnia 2010 roku, po raz trzeci w Amfiteatrze w Płocku. W konkursie wzięły udział 24 kandydatki wybrane w eliminacjach regionalnych konkursów Miss Polski.
Galę poprowadzili prezenterzy telewizyjni Maciej Dowbor, Maciej Rock, Krzysztof Ibisz oraz Tomasz Kammel. Transmisję przeprowadziła telewizja Polsat. Podczas gali konkursowej wystąpili: zespół Kombi, Michał Wiśniewski oraz Lidia Kopania wraz z Marcinem Mrozińskim.
Miss Polski 2010 została 21-letnia Miss Ziemi Lubuskiej 2010, pochodząca z Żar – Agata Szewioła. Zwyciężczyni oprócz tytułu otrzymała w nagrodę samochód Renault Clio.

## Rezultat finałowy
| Rezultat         | Kandydatka                                                                           |
| Miss Polski 2010 | - Agata Szewioła                                                                     |
| 1. wicemiss      | - Anna Wierzbicka                                                                    |
| 2. wicemiss      | - Joanna Kusiak                                                                      |
| 3. wicemiss      | - Edyta Hreczuk                                                                      |
| 4. wicemiss      | - Agnieszka Ptak                                                                     |
| Top 10           | - Jowita Basińska - Natalia Dyrda - Zuzanna Kobylińska - Joanna Kryspin - Anna Weber |

### Wyróżnienia
| Wyróżnienie                  | Kandydatka       |
| Miss widzów telewizji Polsat | - Agata Szewioła |
| Miss Internetu               | - Edyta Hreczuk  |

## Lista kandydatek
24 kandydatki konkursu Miss Polski 2010:
| Nr | Województwo         | Kandydatka              | Wiek | Wzrost | Miejscowość       |
| -- | ------------------- | ----------------------- | ---- | ------ | ----------------- |
| 1  | Świętokrzyskie      | Jowita Basińska         | 19   | 1.74   | Raków             |
| 2  | Śląskie             | Natalia Dyrda           | 20   | 1.72   | Siewierz          |
| 3  | Mazowieckie         | Magdalena Dzięgielewska | 20   | 1.78   | Radom             |
| 4  | Dolnośląskie        | Justyna Dzioba          | 20   | 1.76   | Łagiewniki        |
| 5  | Warmińsko-mazurskie | Jolanta Fedorowicz      | 23   | 1.68   | Olsztyn           |
| 6  | Mazowieckie         | Wioletta Gut            | 23   | 1.73   | Czarna            |
| 7  | Lubuskie            | Edyta Hreczuk           | 19   | 1.78   | Deszczno          |
| 8  | Łódzkie             | Marta Kaczmarczyk       | 24   | 1.79   | Koluszki          |
| 9  | Pomorskie           | Zuzanna Kobylińska      | 22   | 1.77   | Gdańsk            |
| 10 | Mazowieckie         | Natalia Kolano          | 21   | 1.70   | Warszawa          |
| 11 | Pomorskie           | Joanna Kryspin          | 24   | 1.78   | Gdynia            |
| 12 | Śląskie             | Joanna Kusiak           | 19   | 1.82   | Bielsko-Biała     |
| 13 | Dolnośląskie        | Anna Lenarcik           | 19   | 1.77   | Boguszów-Gorce    |
| 14 | Australia           | Dominika Lipińska       | 19   | 1.71   | Elwood            |
| 15 | Zachodniopomorskie  | Małgorzata Piekarska    | 21   | 1.77   | Szczecin          |
| 16 | Lubelskie           | Agnieszka Ptak          | 22   | 1.78   | Wilków            |
| 17 | Mazowieckie         | Monika Siołek           | 18   | 1.74   | Płock             |
| 18 | Lubuskie            | Agata Szewioła          | 21   | 1.74   | Żary              |
| 19 | Lubelskie           | Ewelina Szuberska       | 24   | 1.75   | Lubycza Królewska |
| 20 | Podlaskie           | Marlena Trykoszko       | 20   | 1.77   | Białystok         |
| 21 | Śląskie             | Anna Weber              | 19   | 1.76   | Jasienica         |
| 22 | Dolnośląskie        | Anna Wierzbicka         | 18   | 1.77   | Jelenia Góra      |
| 23 | Kujawsko-pomorskie  | Julita Więckowska       | 20   | 1.74   | Toruń             |
| 24 | Podlaskie           | Magdalena Zielińska     | 24   | 1.75   | Augustów          |

## Jurorzy
- Gerhard Parzutka von Lipiński – prezes konkursu Miss Polski
- Lech Daniłowicz – prezes i właściciel firmy Missland
- Anna Jamróz – Miss Polski 2009
- Mariusz Kałamaga – artysta kabaretowy
- Izabella Miko – aktorka, modelka
- Kamila Rutkowska – dyrektor hoteli uzdrowiskowych St George
- Piotr Walczak – prezes firmy Lactalis
- Karina Pinilla Corro – Miss Supranational 2010
- Roman Barot – prezes zarządu firmy Buy Together, właściciel serwisu okazik.pl
- Janusz Tylman – kompozytor, pianista

## Międzynarodowe konkursy
| Kandydatka      | Konkurs                 | Rezultat |
| --------------- | ----------------------- | -------- |
| Agata Szewioła  | Miss World 2010         | –        |
| Anna Wierzbicka | Bride of the World 2010 | –        |